# Sistema de irrigação de Dujiangyan
O Sistema de Irrigação de Dujiangyan é a mais antiga obra hidráulica do mundo.
Há mais de dois mil anos, a Província de Sujuão era constantemente assolada por inundações. O então governador da zona de Chengdu, Li Bing, e seu filho decidiram enfrentar o problema. Para tanto, decidiram construir o Sistema de Irrigação de Dujiangyan.
A obra, conhecida como o Sistema de Irrigação de Dujiangyan, foi construída no meio do Rio Min. É um dique de cimento que tem origem em um dique de pedra dentro de gaiolas de bambu em forma de boca de peixe, cuja função era dividir o rio em dois - rio interno e externo. Ao longo do curso inferior do rio externo, foram construídos vários canais de irrigação e drenagem. O rio interno corre ao sudoeste e passa pela boca da garrafa, feita na Montanha Yulei. Este rio impetuoso irriga a planície de Chengdu e a água em excesso drenada para o rio externo, evitando os enchentes na planície de Chengdu e garantindo a vida do povo.